# Вайт-Вотер (Оклахома)
Вайт-Вотер (англ. White Water) — переписна місцевість (CDP) в США, в окрузі Делавер штату Оклахома. Населення — 79 осіб (2020).

## Географія
Вайт-Вотер розташований за координатами 36°30′6″ пн. ш. 94°43′44″ зх. д. / 36.50167° пн. ш. 94.72889° зх. д. (36.501690, -94.728885).  За даними Бюро перепису населення США в 2010 році переписна місцевість мала площу 3,11 км², уся площа — суходіл.

## Демографія
Згідно з переписом 2010 року, у переписній місцевості мешкало 80 осіб у 32 домогосподарствах у складі 23 родин. Густота населення становила 26 осіб/км².  Було 38 помешкань (12/км²).
Расовий склад населення:
| - 62,5 % — білих - 11,3 % — корінних американців - 6,3 % — азіатів |

До двох чи більше рас належало 20,0 %. Частка іспаномовних становила 1,3 % від усіх жителів.
За віковим діапазоном населення розподілялося таким чином: 26,2 % — особи молодші 18 років, 55,0 % — особи у віці 18—64 років, 18,8 % — особи у віці 65 років та старші. Медіана віку мешканця становила 41,0 року. На 100 осіб жіночої статі у переписній місцевості припадало 122,2 чоловіків;  на 100 жінок у віці від 18 років та старших — 118,5 чоловіків також старших 18 років.
Цивільне працевлаштоване населення становило 8 осіб. Основні галузі зайнятості: фінанси, страхування та нерухомість — 100,0 %.